# Kettershausen
Kettershausen è un comune tedesco di 1 731 abitanti, situato nel land della Baviera.